# Steelsteek

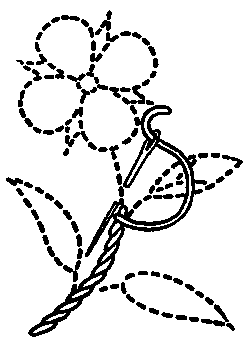
Een getekend patroon van een bloem, waarop de steelsteek onderaan wordt toegepast

De steelsteek is een borduursteek en een variant van de stiksteek. Zoals de naam al aangeeft wordt de steek gebruikt om stelen van bloemen te borduren. Maar ook andere, wat dikkere lijnvormige elementen kunnen met de steelsteek worden geborduurd. Een rechtshandige persoon naait de steelsteek van links naar rechts. De steelsteek kan met allerlei garens geborduurd worden, bijvoorbeeld met splijtzijde of met een wollen draad.

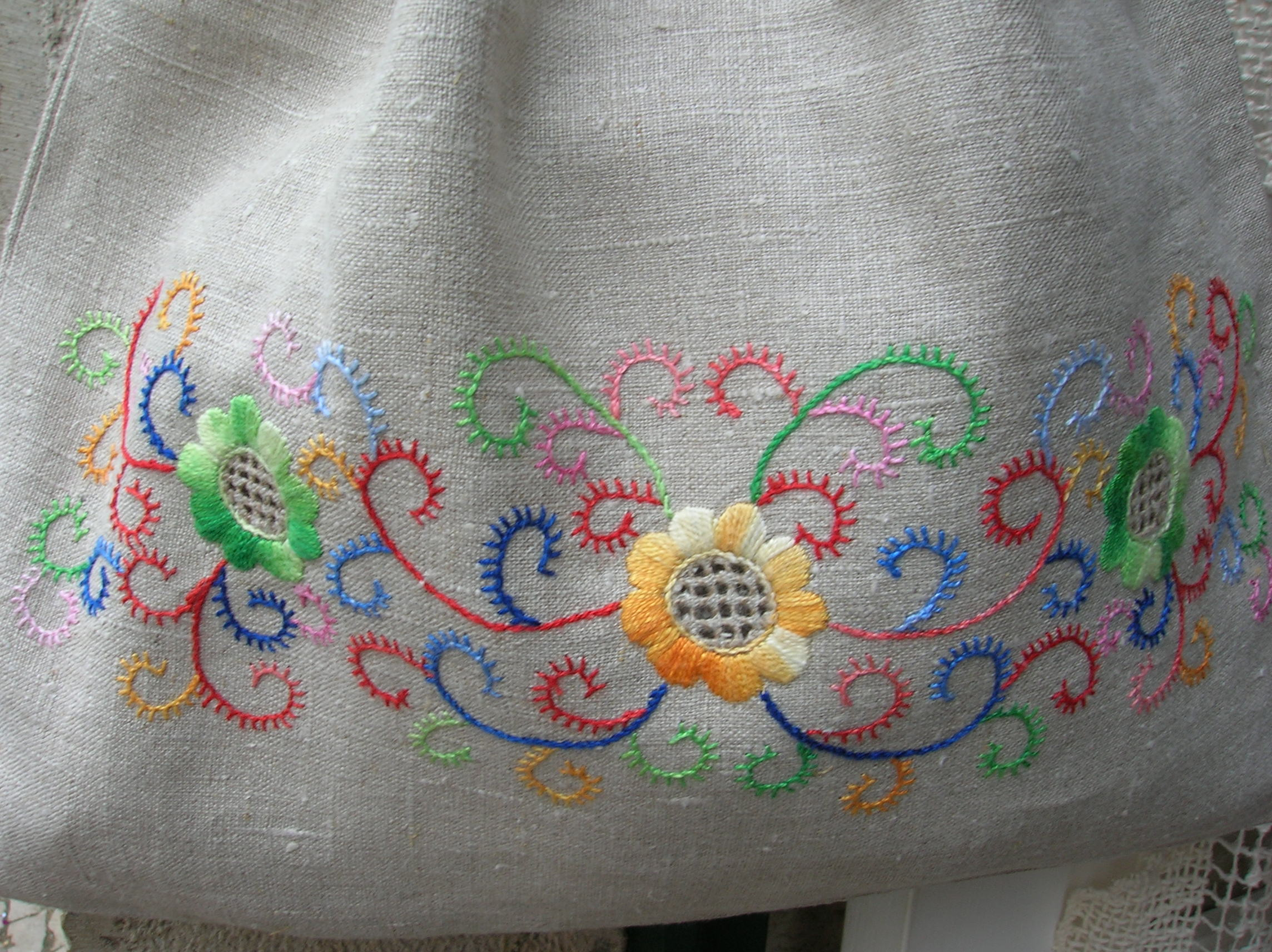
Een tas waarbij de krullen in steelsteek zijn geborduurd

Terwijl de stiksteekjes elkaar niet overlappen, is dat met de steelsteek wel het geval. Daardoor worden de lijnen iets gevulder, en ook vloeiender dan lijnen met de stiksteek.